# Grégory Thil
Grégory Thil (Creil, 15 marzo 1980) è un ex calciatore francese, di ruolo attaccante.

## Carriera
Ha giocato in Ligue 1 con Boulogne e Digione.

## Palmarès

### Individuale
- Capocannoniere della Ligue 2: 1

2008-2009 (18 reti)
- Capocannoniere della Coupe de la Ligue: 1

2010-2011 (3 reti)